# Geografia Belarusului
Belarusul este o țară cu relief neted și jos, având numeroase lacuri în nord și mlaștini întinse în sud. Republica Belarus a devenit independentă față de fosta Uniune Sovietică în 1991. Se învecinează cu Rusia la est și la nord-est, cu Letonia la nord, cu Lituania la nord-vest, cu Polonia la vest și cu Ucraina la sud.

## Relief
Lanțul muntos care străbate Republica Belarus în diagonală împarte țara în două regiuni de terenuri joase. Regiunea nordică are o serie de dealuri line și multe dintre cele peste 11.000 de lacuri mici ale țării. În sudul lanțului se întinde o câmpie mlăștinoasă, care formează bazinul hidrografic al râului Pripet și al afluenților săi. Regiunea aceasta cuprinde cea mai mare zonă mlăștinoasa fără hidroameliorații din Europa. 

## Climă
Clima are ierni geroase, cu mediile lunii ianuarie la −6 °C, și cu veri răcoroase și umede, cu o temperatură medie de 18 °C.

## Hidrografie
Belarus are 20.000 de ape curgătoare, cu o lungime totală de 91,000 km. Printre ele se numără:
- Bug, 169 km din 831 km
- Neris, 276 km din 510 km
- Pitichi, 421 km
- Chara, 325 km
- Sviloch, 297 km

În Belarus există circa 11.000 de lacuri. Trei mari râuri curg prin țară: Neman, Pripeat și Nipru. Nemanul curge către vest spre Marea Baltică, iar Pripeatul curge spre est către Nipru; Niprul curge spre sud, către Marea Neagră.

## Faună
În vest, unde Belarus se învecinează cu Polonia, se află Pădurea Belovejkaia; mare parte din aceasta este protejată, formând cea mai mare rezervație naturală din Europa și patria zimbrilor, specie rară de bizon european.

## Preocupări legate de mediu
În 1986, centrala nucleară de la Cernobîl, din Ucraina vecină, a explodat și 70% din precipitațiile radioactive generate de explozie au căzut pe teritoriul Belarusului. Aproape 3 milioane de persoane au fost serios afectate, iar solul și apele curgătoare au fost contaminate. Circa 15% din pădurile țării și 20% din terenurile sale agricole sunt încă prea radioactive pentru ca produsele lor să poată fi utilizate. Costurile purificării regiunii, strămutării populației și tratării efectelor pe termen lung ale celui mai mare accident nuclear din istoria omenirii au supus la presiuni considerabile asistența medicală, resursele și economia țării, deși anumite ajutoare de natură diferită au fost primite din partea altor state și a unor organizații de caritate.